# Eutidem II
Eutidem de Bactriana (en grec antic Εὐθύδημος 'Euthýdēmos') va ser un rei de Bactriana possiblement entre els anys 180 aC i 170 aC. Només es coneix per les seves monedes. Se suposa que era probablement fill de Demetri I de Bactriana a qui el seu pare va confiar el govern del regne quan se'n va anar a l'est per establir el seu poder als Paropamísades, Aracòsia, Gandhara i el Panjab als voltants dels anys 180 aC - 170 aC.
Antímac I de Bactriana, possiblement germà de Demetri, el va substituir, potser en una usurpació. Antímac va ser ràpidament enderrocat per una nova dinastia iniciada per Eucràtides I de Bactriana.